# کارات بریانتزا
کارات بریانتزا (به ایتالیایی: Carate Brianza) یک کومونه در ایتالیا است که در استان مونتزا و بریانتزا واقع شده‌است.

## خصوصیات
کارات بریانتزا ۹٫۹۵ کیلومترمربع مساحت و ۱۷٬۹۹۷ نفر جمعیت دارد و ۲۵۶ متر بالاتر از سطح دریا واقع شده‌است.